# Боронда (Калифорнија)
Боронда (енгл. Boronda) насељено је место без административног статуса у америчкој савезној држави Калифорнија.

## Демографија
По попису из 2010. године број становника је 1.710, што је 385 (29,1%) становника више него 2000. године.
| Група             | 2000.       | 2010.         |
| Белци             | 173 (13,1%) | 110 (6,4%)    |
| Афроамериканци    | 23 (1,7%)   | 10 (0,6%)     |
| Азијати           | 129 (9,7%)  | 116 (6,8%)    |
| Хиспаноамериканци | 961 (72,5%) | 1.457 (85,2%) |
| Укупно            | 1.325       | 1.710         |